# پریسا جوادی
پریسا جوادی کوچکسرایی (زادهٔ ۱۳ شهریور ۱۳۷۸ قائمشهر) بانوی تکواندوکار ایرانی و عضو تیم ملی تکواندوی بانوان ایران است. او توانست در بازی‌های آسیایی داخل سالن و هنرهای رزمی ۲۰۱۷ در عشق‌آباد به مدال طلا دست یابد. او همچنین در مسابقات قهرمانی نوجوانان جهان ۲۰۱۶ و قهرمانی نوجوانان آسیا ۲۰۱۵ به مدال برنز دست یافت.
پریسا جوادی در ترکیب تیم ملی ایران در بازی‌های آسیایی ۲۰۱۸ حضور داشت و در ترکیب تکواندو زنان ایران در رقابت‌های قهرمانی جهان اعزامی به بیست و چهارمین دوره مسابقات قهرمانی جهان که از ۲۵ تا ۲۹ اردیبهشت ماه ۱۳۹۸ به میزبانی منچستر انگلستان برگزار می‌شود حضور دارد و در وزن چهارم (۵۷- کیلوگرم) مبارزه خواهد کرد.

## مسابقات بین‌المللی
به ترتیب حضور:
| نتیجه          | سال  | مسابقات                                | شهر     | وزن         | دسته‌بندی  | منبع   |
| -------------- | ---- | -------------------------------------- | ------- | ----------- | --------- | ------ |
| سوم            | ۲۰۱۵ | قهرمانی نوجوانان آسیا                  | تایپه   | ۶۸- کیلوگرم | نوجوانان  | [ ۶ ]  |
| سوم            | ۲۰۱۶ | قهرمانی نوجوانان جهان                  | برنابی  | ۶۲- کیلوگرم | نوجوانان  | [ ۵ ]  |
| حذف در دور اول | ۲۰۱۷ | جام ریاست آفریقا                       | اگادیر  | ۶۲- کیلوگرم | بزرگسالان | [ ۱۰ ] |
| حذف در دور اول | ۲۰۱۷ | بازی‌های همبستگی کشورهای اسلامی         | باکو    | ۶۷- کیلوگرم | بزرگسالان | [ ۱۱ ] |
| اول            | ۲۰۱۷ | بازی‌های آسیایی داخل سالن و هنرهای رزمی | عشق‌آباد | ۶۲- کیلوگرم | بزرگسالان | [ ۳ ]  |
| سوم            | ۲۰۱۸ | بین‌المللی کره‌جنوبی                     | ججو     | ۵۷- کیلوگرم | بزرگسالان | [ ۱۲ ] |
| حذف در دور اول | ۲۰۱۸ | بازی‌های آسیایی ۲۰۱۸                    | جاکارتا | ۵۷- کیلوگرم | بزرگسالان | [ ۱۳ ] |
| دوم            | ۲۰۱۹ | جام ریاست فدراسیون جهانی               | کیش     | ۶۲- کیلوگرم | بزرگسالان | [ ۱۴ ] |
| دوم            | ۲۰۱۹ | بین‌المللی جام فجر                      | کیش     | ۶۲- کیلوگرم | بزرگسالان | [ ۱۵ ] |